# Sam Bankman-Fried
Samuel Bankman-Fried (nascido em 6 de março de 1992), também conhecido por suas iniciais SBF, é um empresário e investidor americano. Ex-bilionário, ele foi o fundador e CEO da FTX, uma corretora de criptomoedas,
 e da FTX.US, sua afiliada nos EUA, ambas falidas. Em fevereiro de 2022, a corretora tinha uma média de 10 bilhões de dólares em volume diário de negociação e mais de um milhão de usuários. Ele também gerenciava ativos por meio da Alameda Research, uma empresa de negociação quantitativa de criptomoedas que ele fundou em outubro de 2017.
Ele ficou em 60.º lugar na lista de bilionários da Forbes de 2022, com um patrimônio líquido de 24 bilhões de dólares. No entanto, como os preços das criptomoedas caíram em meados de 2022, seu patrimônio líquido foi reduzido em mais de 94% em novembro do mesmo ano.
Em 22 de dezembro de 2022, Bankman-Fried foi preso nas Bahamas e foi posteriormente extraditado para os Estados Unidos. Uma acusação contra ele perante o Tribunal Distrital do Distrito Sul de Nova York foi feita em 13 de dezembro, revelando oito acusações criminais, incluindo fraude eletrônica, fraude relacionada com commodities, fraude de valores mobiliários, lavagem de dinheiro e violações da lei de financiamento de campanhas. Outros quatro indiciamentos adicionais foram anunciados em fevereiro de 2023.
O seu julgamento começou em 3 de outubro de 2023 e SBF foi condenado por sete crimes de fraude e conspiração a 25 anos de prisão.

## Infância e educação
Bankman-Fried nasceu em 1992, no campus da Universidade de Stanford, filho de Barbara Fried e Joseph Bankman, ambos professores da Stanford Law School. Ele participou do Canada/USA Mathcamp, um programa de verão para estudantes do ensino médio com talentoso para a matemática.
De 2010 a 2014, Bankman-Fried frequentou o Massachusetts Institute of Technology.  Lá, ele morava em uma casa de grupo coeducacional chamada Epsilon Theta. Em 2012, ele blogou sobre utilitarismo, beisebol e política. Em 2014, ele se formou em física com uma minor em matemática.

## Carreira
No verão de 2013, Bankman-Fried começou a trabalhar na Jane Street Capital, uma empresa de negociação proprietária, negociando ETFs internacionais. Inicialmente um estagiário, ele voltou para lá em tempo integral depois de se formar.
Em setembro de 2017, Bankman-Fried deixou a Jane Street e mudou-se para Berkeley, onde trabalhou brevemente no Center for Effective Altruism como diretor de desenvolvimento, de outubro a novembro de 2017. Em novembro de 2017, fundou a Alameda Research, uma empresa de negociação quantitativa. A partir de 2021, Bankman-Fried passou a deter aproximadamente 90% da Alameda Research. Em janeiro de 2018, Bankman-Fried organizou uma negociação de arbitragem, movimentando até US$25 milhões por dia, para aproveitar o preço mais alto do bitcoin no Japão em comparação com os Estados Unidos. Depois de participar de uma conferência de criptomoedas no final de 2018 em Macau, e embora também inspirado pelo fork simultâneo do Bitcoin Cash, ele se mudou para Hong Kong. Fundou a FTX, uma corretora de derivativos de criptomoedas, em abril de 2019, que foi lançada no mês seguinte.
Bankman-Fried diz-se um defensor do altruísmo eficaz e afirma ganhar para dar como uma carreira altruísta. É membro do Giving What We Can e afirmou que planejava doar a grande maioria de sua riqueza para instituições de caridade eficazes ao longo de sua vida. Sua empresa falida FTX tinha uma política de doar 1% de sua receita para a caridade.

### Condenação
Em 2023, a justiça norte americana acusou-o de construir um império com base em mentiras, fraudar os seus clientes, enquanto vivia em riqueza e ostentação. O julgamento terminou em 2 de novembro de 2023, com o júri declarando Bankman-Fried culpado em todas as sete acusações. Sua sentença foi marcada para 28 de março de 2024. O segundo julgamento, sob a acusação de fraude bancária e outras violações, em março de 2024, condenou-o a 25 anos de prisão e a ao reembolso de US$11 bilhões.

## Política
Bankman-Fried disse em fevereiro de 2022 que suas contribuições políticas não visavam influenciar seus objetivos políticos para o ecossistema de criptomoedas; no entanto, a FTX estava circulando uma lista de sugestões para os formuladores de políticas na época. Ele disse em uma entrevista que preferiria que a Commodity Futures Trading Commission assumisse um papel maior na regulação e orientação da indústria de criptomoedas. A CFTC tem a reputação de favorecer regulamentações relativamente permissivas para o setor, quando comparada a outros reguladores, como a Securities and Exchange Commission.

## Vida pessoal
Bankman-Fried é vegano. Antes de ser detido e extraditado para os Estados Unidos, morava nas Bahamas.